# 多伦路93号花园洋房

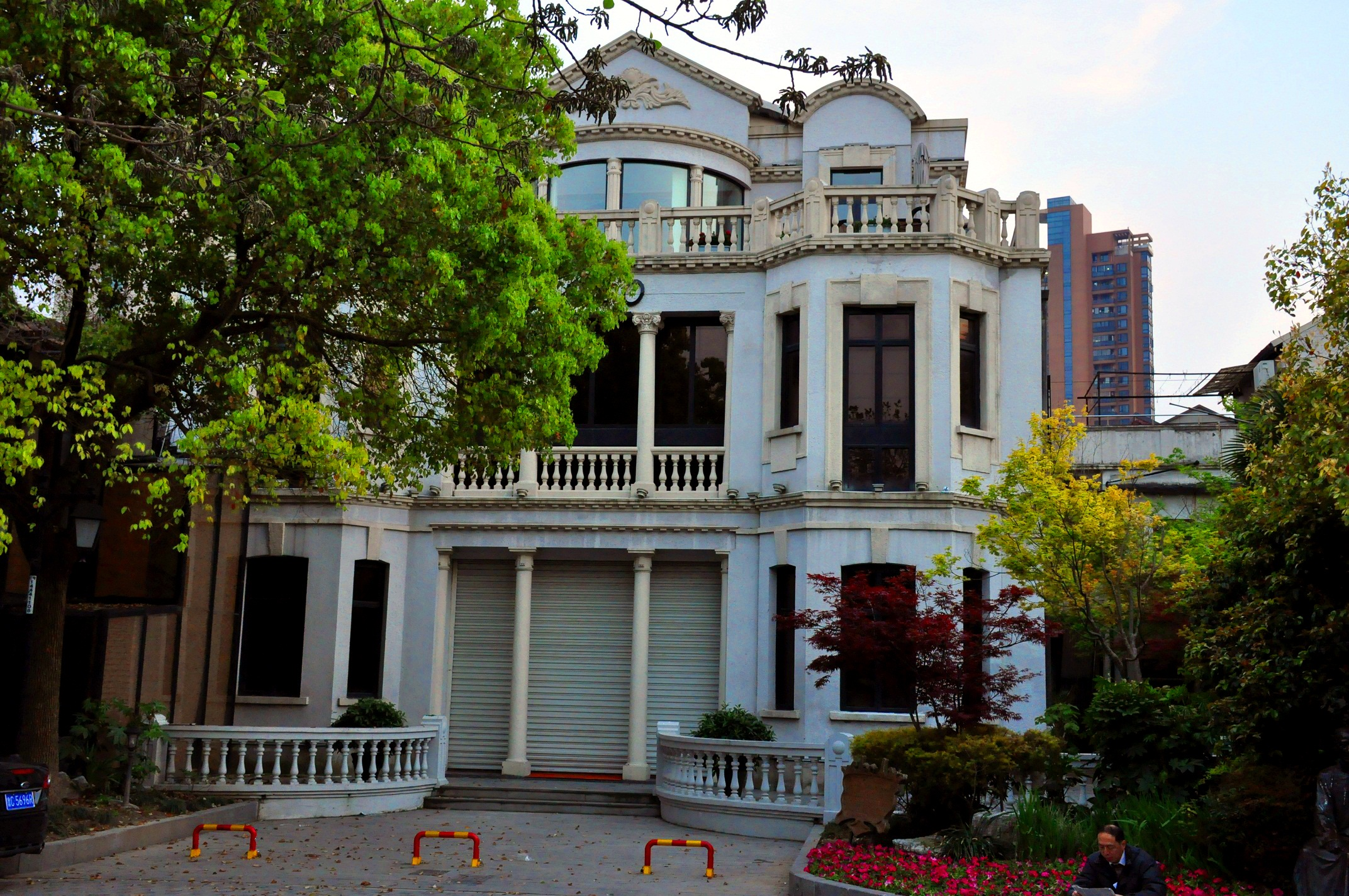

上城集团是中国上海的一座历史建筑，位于虹口区多伦路93号。
多伦路93号是一幢独立式花园住宅，由英商杜德洋行买办、广东茶叶商赵植初建于1920年，高3层，建筑面积920平方米，属于简化的新古典主义建筑风格，南立面中间设有两层科林斯柱，两侧设有多角形柱廊。1950年1月，被上海市军事管制委员会委员、复旦大学历史学教授王造时征用为寓所，1955年2-3月间，王造时曾一度移居附近的北川公寓。2002年开设德艺陶瓷陈列馆，并开设1920咖啡吧。后改为“奥沙艺术空间”。
2003年，多伦路93号王造时寓所旧址被列为虹口区登记不可移动文物。2015年，该建筑被上海市政府列为第五批上海市优秀历史建筑，编号HK-J-027-V。